# Константинос Кондоянис
Константинос (Костас) Кондоянис (на гръцки: Κωνσταντίνος Κοντογιάννης) е виден гръцки художник.

## Биография
Роден е в южномакедонското градче Гревена в 1926 година. Учи в Атинското училище за изящни изкуства. От 1956 до 1963 година продължава обучението си по живопис и скулптура в Италия, в Академията за изящни изкуства във Флоренция. Експресионистичното му творчество се отличава с ярко изобразяване на природата и човешката форма. Кондоянис никога не се изразява чрез напълно абстрактни изображения и творчеството му не влиза в рамките на конкретен стил.